# 隱愛議程
《隱愛議程》，為泰國GMM 25於2023年7月9日起播出的電視劇。由阿臣·艾丁（Joong）及納塔猜·布恩普拉瑟（Dunk）主演。
此劇由GMMTV製作，並在2022年11月GMMTV的「DIVERSELY YOURS」新戲發佈會上公開先導預告片。其後，此劇於2023年7月在GMM 25電視台及GMMTV YouTube頻道首播，同年9月終映。

## 演員陣容
註：括號內的演員姓名為小名。

### 主要人物
- 阿臣·艾丁（Joong）飾演 Joke
- 納塔猜·布恩普拉瑟（Dunk）飾演 Zo

### 其他人物
- 塔納本·吉塔瀾（Aou）飾演 Jeng
- 坦塔爾·簡坦霍拉侃（Boom） 飾演 Pok
- 查亞彭·朱塔瑪斯（AJ）飾演 Kot
- 塔納文·提拉珀蘇卡恩（Louis）飾演 Pat
- 蘇帕功·斯里坡通（Pod）飾演 Wave
- 茱塔芘·英德拉瓊德拉（Jamie）飾演 Nita
- 西瓦科恩·勒爾科喬特（Guy）飾演 Trin
- 維拉育特·查蘇克（Arm）飾演 Park
- 吉拉提·彭馬尼（Title）飾演 Puen

## 劇集原聲帶
| 歌名                        | 歌手                         | 來源  |
| --------------------------- | ---------------------------- | ----- |
| หมดเวลาซ่อน（Hidden Agenda） | 阿臣·艾丁、納塔猜·布恩普拉瑟 | [ 5 ] |
| อย่านอยด์ดิ（Your Smile）      | 阿臣·艾丁                    | [ 6 ] |

## 劇集迴響

### 泰國電視收視
- 收視最低的集數以藍色表示，收視最高的集數以紅色表示，而空格則表示該集的收視沒有相關數據。

| 集數 No.   | 播放日期      | 播放時段 (UTC+07:00) | 平均收視率 | 來源 |
| ---------- | ------------- | -------------------- | ---------- | ---- |
| 1          | 2023年7月9日  | 星期日 20:30         | 0.1        |      |
| 2          | 2023年7月16日 | 星期日 20:30         | 0.1        |      |
| 3          | 2023年7月23日 | 星期日 20:30         | 0.1        |      |
| 4          | 2023年7月30日 | 星期日 20:30         | 0.1        |      |
| 5          | 2023年8月6日  | 星期日 20:30         | 0.2        |      |
| 6          | 2023年8月13日 | 星期日 20:30         | 0.1        |      |
| 7          | 2023年8月20日 | 星期日 20:30         | 0.1        |      |
| 8          | 2023年8月27日 | 星期日 20:30         | 0.1        |      |
| 9          | 2023年9月3日  | 星期日 20:30         | 0.1        |      |
| 10         | 2023年9月10日 | 星期日 20:30         | 0.1        |      |
| 11         | 2023年9月17日 | 星期日 20:30         | 0.1        |      |
| 12         | 2023年9月24日 | 星期日 20:30         | 0.1        |      |
| 平均收視率 | 平均收視率    | 平均收視率           | 0.1        | 1    |

^1  基於每集的平均觀眾份額。

## 外部連結
- GMM25官方網站 （页面存档备份，存于）（泰文）
- GMMTV官方網站（泰文）
- YouTube上的《隱愛議程》播放列表
- MyDramaList劇集介紹及劇評 （页面存档备份，存于）（英文）
- 豆瓣电影上《隱愛議程》的資料 （简体中文）